# Ciner Group
Ciner Group er et tyrkisk konglomerat med hovedkvarter i Istanbul. Deres forretninger omfatter energi, minedrift, medier og handel. Gennem Ciner Media Group ejer de Habertürk avis og Habertürk TV. De driver kulminer og kraftværker gennem Eti Soda og Kazan Soda Elektrik. Virksomheden blev etableret af Turgay Ciner i 1978.